# 2123 Влтава
2123 Влтава (енгл. 2123 Vltava) је астероид главног астероидног појаса са пречником од приближно 14,42 .
Афел астероида је на удаљености од 3,076 астрономских јединица (АЈ) од Сунца, а перихел на 2,645 АЈ.
Ексцентрицитет орбите износи 0,075, инклинација (нагиб) орбите у односу на раван еклиптике 1,009 степени, а орбитални период износи 1767,844 дана (4,840 године).
Апсолутна магнитуда астероида је 11,50 а геометријски албедо 0,213.
Астероид је откривен . 1971. године.